# Savoy Brown
Savoy Brown (первоначально Savoy Brown Blues Band) — британская блюз-роковая группа. Будучи частью блюз-рок-движения конца 1960-х, Savoy Brown не добились такого большого успеха у себя на родине, как в Соединённых Штатах.

## История

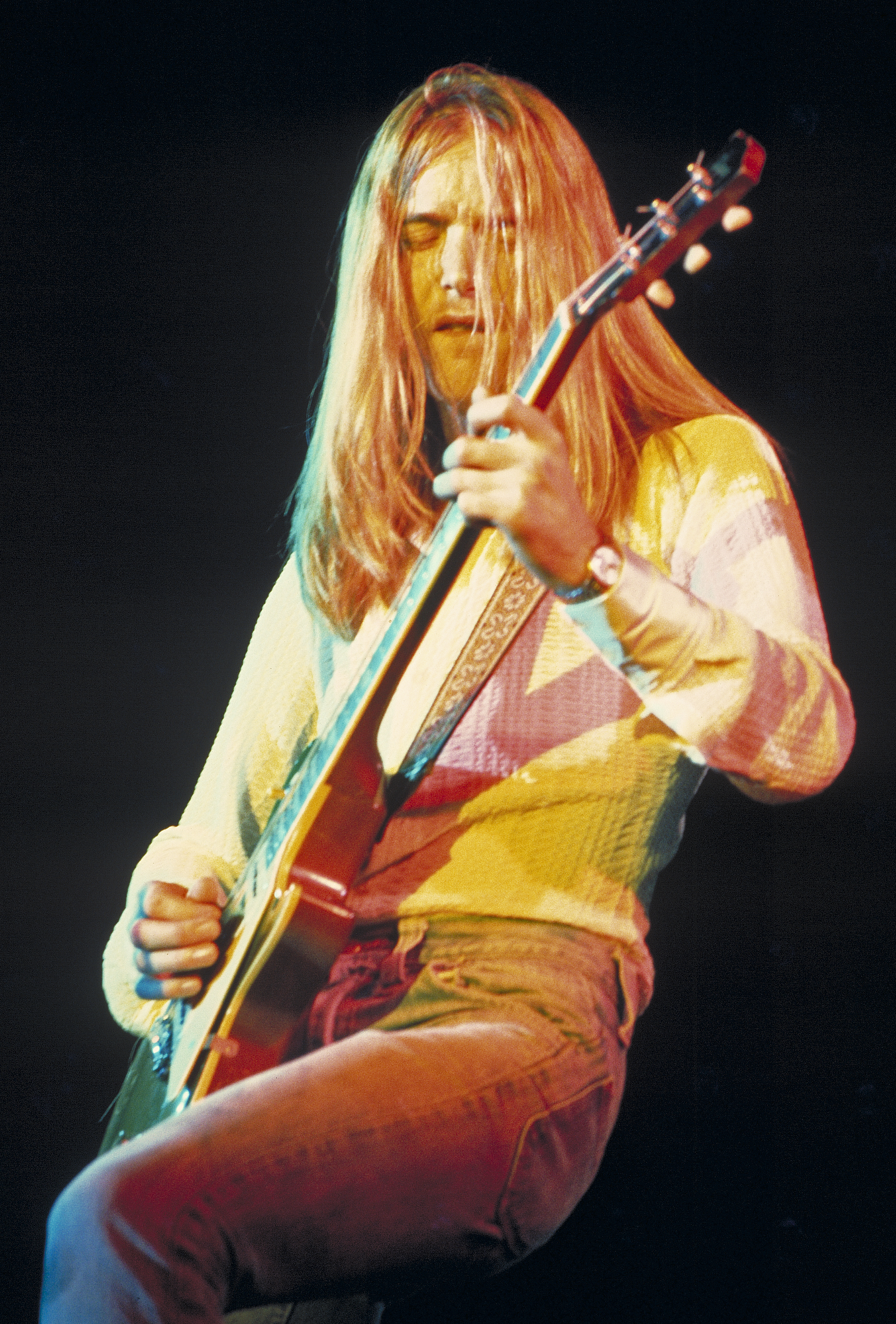
Ким Симмондс

Образована в 1966 году в Уэльсе под названием Savoy Brown Blues Band. В первый состав группы вошли: гитарист Ким Симмондс, вокалист Брайс Портиус, клавишник Боб Холл, басист Рой Чеппелл; Джон О’Лири (гармоника) и барабанщик Лео Мэннингс.
Группа дебютировала во время студийных сессий на фирме «Purdah», принадлежавшей продюсеру Майку Верноку. Вскоре О’Лири заменил гитарист Мартин Стоун и секстет связался с фирмой Decca. В первый альбому группы, который назывался «Shake Down», вошли различные композиции таких мастеров блюза, как Фредди Кинг, Альберт Кинг и Вилли Диксон. Однако Симмондс, недоволен результатом работы, распускает Savoy Brown Blues Band чтобы набрать другой состав, оставив лишь Боба Холла.
Новыми членами группы стали: вокалист Крис Юлден, гитарист и вокалист Дэйв Пивертт, басист Риверс Джоуб и барабанщик Роджер Эрл. Группа записала композицию «Getting To The Point», после чего на месте Джоуба появился Тоун Стивенс. В этом составе группа стала неотъемлемой частью британского блюзового бума того периода. Их собственные композиции хорошо гармонировали с различными блюзовыми стандартами, которым Savoy Brown придавали новое звучание. Игра Симмондса и Пивертта добавляли азарта «живым» выступлениям, а появление Юлдена как фронтмена, в цилиндре и с моноклем, делали сценический имидж группы необычно оригинальным.
Наибольшую известность получила композиция «Train To Nowhere» с альбома «Blue Matters» (1969). 
После выхода пластинки «Raw Sienna» (1970) группу оставил Юлден. В том же году внутренние недоразумения привели к выходу из группы Пивертта, Стивенса и Эрла, которые образовали группу Foghat. Между тем, Симмондс отправился в американское турне с новым составом: Дэйв Уолкер (вокал), Пол Рэймонд (клавишные), Энди Пайл (бас) и Дэйв Бидуэлл (ударные), избежав тем самым прекращение существования Savoy Brown.
Позже лидер поселился в Америке и участвовал во многих турне, ангажируя каждый раз разных музыкантов. Например, во второй половине 70-х состав группы выглядел так: Симмондс; Реймонд, Стэн Уэбб (гитара), Джимми Ливертон (бас) и Эрик Диллон (ударные), а в конце восьмидесятых так: Симмондс, Уолкер, Джим Денези (бас), Эл Мэйкомбер (ударные).
Конец 90-х был ознаменован возвращением к блюзовым корням.
В 2009 году, после почти десятилетнего исполнения вокальных партий, желая сосредоточиться на гитаре, Симмондс пригласил в группу Джо Уайтинга в качестве основного певца. Таким образом, группа вновь стала квартетом с Гарнет Гримм на барабанах и Пэт Десалво на басу.

## Дискография
- 1967 — Shake Down
- 1968 — Getting to the Point
- 1969 — Blue Matter — U.S. #182
- 1969 — A Step Further — U.S. #71
- 1969 — Raw Sienna — U.S. #121
- 1970 — Looking In — UK #50; U.S. #39
- 1971 — Street Corner Talking[1] — U.S. #75
- 1972 — Hellbound Train — U.S. #34
- 1973 — Lion’s Share — U.S. #151
- 1973 — Jack the Toad — U.S. #84
- 1974 — Boogie Brothers — U.S. #101
- 1975 — Wire Fire — U.S. #153
- 1976 — Skin 'n' Bone
- 1978 — Savage Return
- Rock 'n' Roll Warriors — 1981 — U.S. #185
- Greatest Hits — Live in Concert — 1981
- Just Live — 1981
- Live in Central Park — 1985 (Relix Records RRLP 2014)
- Slow Train — 1986 (Relix Records RRLP 2023)
- Make Me Sweat — 1988
- Kings of Boogie — 1989
- 1990 — Live and Kickin'
- 1992 — Let It Ride
- 1994 — Bring It Home
- 1998 — Live at the Record Plant (записан в 1975)
- 1999 — The Bottom Line Encore Collection (live)
- 1999 — The Blues Keep Me Holding On
- 2000 — Looking from the Outside — Live '69 & '70
- 2000 — Jack the Toad — Live 70/72
- 2003 — Strange Dreams
- 2005 — You Should Have Been There
- 2007 — Steel
- 2011 — Voodoo Moon
- 2013 — Songs From The Road
- 2014 — Goin' to the Delta
- 2015 — Still Live After 50 Years Volume 1
- 2015 — The Devil to Pay[2][3][4]
- 2017 — Witchy Feelin'